# De Prospectiva Pingendi

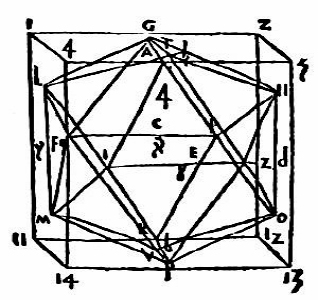
Un icosaedre en perspectiva, gravat inclòs en De Prospectiva pingendi

De Prospectiva pingendi (Sobre la perspectiva de la pintura) és el primer i únic tractat renaixentista anterior a l'any 1500 que tracta el tema de la perspectiva. El va escriure el mestre italià Piero della Francesca entre les dècades dels anys 1470 i 1480, més aviat cap al 1474. Malgrat el títol llatí, l'obra fou escrita en toscà.

## El llibre
Els temes que estudia Piero della Francesca en aquest tractat són aritmètica, àlgebra, geometria, i un treball innovador sobre geometria de sòlids i perspectiva.
Consta de tres parts:
- Part primera, Disegno, en què descriu tècniques per a pintar cares
- Part segona, Commensurazio, en què descriu la perspectiva
- Part terça, Coloro, en què descriu tècniques per a crear profunditat utilitzant colors

## Història
De Prospectiva Pingendi es degué escriure entre el 1474 i el 1482.
Els textos s'inspiren en el llibre De pictura, de Leon Battista Alberti, i contenen referències als Elements i l'Òptica d'Euclides. El manuscrit havia arribat a la Biblioteca Palatina de Parma, abans de traslladar-lo a la Biblioteca Ambrosiana.
Gran part del treball de Piero della Francesca fou assimilada més tard en els escrits d'altres autors, com ara en el de Lucca Pacioli, que en el seu De divina proportione (1509) parla de l'ús que fa Piero la Francesca de la perspectiva, i presenta una traducció del treball sencer de Piero sobre la geometria dels sòlids, titulada el Llibre curt sobre els cinc sòlids regulars.
El 1899 se'n publicà per primera volta en forma de llibre.